# Bécherel
Bécherel település Franciaországban, Ille-et-Vilaine megyében. Lakosainak száma 685 fő (2022. január 1.). Bécherel Longaulnay és Miniac-sous-Bécherel községekkel határos.

## Népesség
A település népességének változása:
| Lakosok száma | 626  | 528  | 599  | 731  | 722  | 678  | 669  | 688  | 698  | 685  |
|               | 1968 | 1982 | 1990 | 2006 | 2013 | 2015 | 2017 | 2019 | 2020 | 2022 |